# Torres River View
Las Torres River View del barrio Puerto Madero en la ciudad de Buenos Aires fueron habilitadas en marzo de 2003. La dirección es avenida Juana Manso 740. Son 2 torres de 30 pisos, con una superficie total de 43.000 m² para uso exclusivamente de viviendas. El desarrollador del edificio de estilo internacional es Andean Asset Management y el estudio de arquitectura fue el Estudio Camps y Tiscornia.
En esta torre reside, entre otras figuras y conocidos, el exvicepresidente Amado Boudou, el expresidente de la Nación Argentina Alberto Fernández. También lo hizo el exdiputado Gerardo Ingaramo, fallecido durante su período.